# Carlos Machado-Allison
Carlos Eduardo Marchado-Allison (Long Beach, California, Estados Unidos, 21 de abril de 1938) es profesor titular e investigador de nacionalidad venezolana de la Universidad Central de Venezuela (UCV). Miembro fundador de la Sociedad Venezolana de Entomología e integrante de la Directiva de Asociación Venezolana para el Avance de la Ciencia (AsoVAC) en dos oportunidades.
Es individuo de número (sillón XII) de la Academia de Ciencias Físicas, Matemáticas y Naturales, profesor invitado y coordinador del Programa de Agronegocios del Instituto de Estudios Superiores de Administración (IESA). Ha escrito más de 150 publicaciones científicas, incluyendo 25 libros, además de numerosos informes técnicos y editoriales para la prensa nacional.
Su área de trabajo e investigación comprende diversas áreas tales como Administración y Gerencia de Investigación y Desarrollo Tecnológico, Entomología médica, Ecología sanitaria, Políticas científicas y tecnológicas, Transferencia y difusión científica y tecnológica y Sistemas agroalimentarios y políticas públicas.

## Formación académica
Inició sus estudios universitarios en 1955, al cursar su primer año en la Facultad de Medicina de la Universidad Nacional Autónoma de México, luego inicia sus estudios en la Facultad de Ciencias de la misma universidad, obteniendo el título de Biólogo como tercero en su promoción (1956-1960). Cursó sus estudios de especialización en Entomología Médica en la Faculdade de Higiene e Saúde Pública de la Universidade de São Paulo, Brasil (1960), y de PhD en Ecología y Genética en el Departamento de Biología de la Universidad de Notre Dame, Indiana, Estados Unidos (1969-1971). En 1971, obtiene el título (por equivalencia) de licenciado en Biología por parte de la Universidad Central  de Venezuela (UCV).

## Gerencia universitaria
Durante su carrera profesional formó parte del Consejo Técnico del Instituto de Zoología Tropical de la Facultad de Ciencias, UCV (1965-1968; 1974-1978); fue secretario de proyectos especiales de la Asociación Venezolana para el Avance de la Ciencia  (ASOVAC; 1966-1967) y de organización (1967-1968). Ha sido secretario (1965-1968), presidente (1968-1971) y vicepresidente (1971-1974) de la Comisión Permanente de los Congresos Latinoamericanos de Zoología; integrante de la comisión organizadora del Museo de Historia Natural de la Ciudad de México (1967); coordinador de la comisión para la conmemoración del Centenario de Darwin (UCV, 1982-1983).
Formó parte del Consejo Nacional de Investigaciones Científicas y Tecnológicas (CONICIT) en las comisiones de Investigación Centros de Investigación y Desarrollo Tecnológico y de Tecnología-Industria (1972-1988); del comité “El hombre y la biósfera” de la UNESCO (1978-1985) y estuvo presente en la reunión científica-técnica de la Organización del Tratado de Cooperación Amazónica, Belém (1985). 
Ocupó la vicepresidencia de la comisión técnica de Biología del CONICIT (1982-1983), la presidencia de la comisión técnica ad hoc para la creación del Museo de Historia Natural (CONICIT, 1984-1985) y la presidencia de la Asociación Para el Progreso de la Investigación Universitaria (APIU-UCV, 1983-1984). Además, es miembro vitalicio del Permanent Committe of the International Congress of Entomology. Ha sido vicepresidente y presidente de Prociandino (Red de Institutos de Investigación Agropecuaria del Pacto Andino, 1991-1992) y presidente de Procitrópicos (Red de Institutos de Investigación Agropecuaria del Tratado de Cooperación Amazónica, 1992-1993). Fue coordinador del Centro de Gerencia Estratégica y Competitividad, del Centro de Agronegocios (1999-2003) y Director de Investigaciones (2001-2003) del Instituto de Estudios Superiores de Administración (IESA), donde es profesor invitado.

## Docencia e investigación
Ha sido profesor invitado en la Escuela Nacional de Ciencias Biológicas (1969) y de la División de Estudios de Postgrado en Ecología de Vectores (1972) del Instituto Politécnico Nacional de México (1969); en el International Center for Briefing and Information, Farham Castle, Reino Unido (1975); en el postgrado en Entomología de la Facultad de Agronomía, UCV (1972, 1974, 1980, 1983, 1984) y en el Ciclo de conferencias sobre Ecología de Insectos llevadas a cabo en el Instituto de Biología, UNAM, México (1983). Participó como research fellow en el Ross Institute of Tropical Medicine, Londres. Reino Unido (1975-1976). Fue profesor de Ecología Humana en el postgrado del Instituto Pedagógico de Maracay, Venezuela (1978); coordinador del proyecto-libro  “Ciencia, Tecnología y Reforma del Estado” (COPRE, 1991).
También ha sido asesor de la Unidad de Análisis Estratégico y de Políticas Públicas de la Comisión Presidencial para la Reforma del Estado (1989-1990); asesor temporal, especialista en Ciencia y Tecnología del Instituto Interamericano de Cooperación para la Agricultura (IICA, 1995-1998) y asesor del CONICIT y del Ministerio de Estado para Educación Superior, Ciencia y Tecnología (1994), para el proyecto de creación del Ministerio de Educación Superior, Ciencia y Tecnología.

## Distinciones
Durante su trayectoria profesional ha sido galardonado con la Orden José María Vargas (UCV), la Orden Andrés Bello, la Orden al Mérito en el Trabajo, el Premio “Francisco De Venanzi” a la trayectoria en investigación, la Mención Honorífica del Premio Nacional de Investigación (CONICIT), la Medalla del IICA y el Premio Elías Castro Correa (CONVECAR, 2000).

## Actividad Editorial
Como editor ha formado parte de la comisión editorial de Acta Científica Venezolana (1972-1975); el Consejo Editorial de la UCV (1981-1982) y la Comisión Editorial de Ecotrópicos (1983-1989).
Fue director de Acta Biológica Venezuelica (1977-1980); de la Revista Investigación y Desarrollo Tecnológico (IDT, 1985-1991) y presidente de Ediciones IESA (2001-2003).
Fue editor de los libros “Nuevas Tecnologías en Venezuela” (1988), “Ciencia y Tecnología en Venezuela” (1991), “Agronegocios en Venezuela” (2004), coeditor del libro “Venezuela: la crisis de abril” (2003) y columnista quincenal de El Universal de Caracas desde el 2004 hasta el 2015.

## Publicaciones
En el transcurso de su carrera ha publicado alrededor de 150 artículos y más de 25 libros, algunos de ellos se mencionan a continuación:
- Machado-Allison, C.E. Producción, valores y ambiente. Agroalimentaria. 1999; 5(8):61-70.[3]
- Machado-Allison, C.E. Tendencias de la Alimentación en Venezuela. Debates IESA. 2000; 5(4):37-43.
- Machado-Allison, C.E., Ponte, V. ¿Es Seguridad Alimentaria igual a Autoabastecimiento? Debates IESA. 2001; 7(4): 36-42.
- Machado Allison, C.E. Reflexiones sobre la nueva Ley de Tierras. Veneconomía. 2001:19(3): 3-7.
- Machado-Allison, C.E. La ley de mercadeo agrícola y la iniciativa privada. Veneconomía. 2002; 19(6):1-3.
- Machado-Allison, C.E. Comercio agrícola de Venezuela (1960-1998). Rev. Banco Central de Venezuela. 2002; 16(1):99-132.
- Coles, J., Machado-Allison, C.E. Políticas Agrícolas en Venezuela. En: Agronegocios en Venezuela, C.E. Machado ed., Ediciones IESA, Caracas.
- Machado-Allison, C.E. Perfil Agrícola de Venezuela. En Agronegocios en Venezuela, C.E. Machado ed., Ediciones IESA, Caracas. 2002. ISBN 980-217-252-9.
- Machado-Allison, C.E. Cereales. En: Agronegocios en Venezuela, C.E. Machado ed., Ediciones IESA, Caracas. 2002. ISBN 980-217-252-9.
- Francés, A. y Machado-Allison, C.E. Venezuela: La crisis de abril. Ediciones IESA, Caracas. 2002. ISBN 9802172553 / ISBN 9789802172559
- Machado-Allison, C.E. La Ley de Tierras y Desarrollo Rural. En: Venezuela: La crisis de abril, Francés y Machado eds., Ediciones IESA, Caracas. 2002. ISBN 9802172553 / ISBN 9789802172559
- Machado-Allison, C.E. El otro golpe. El camino a la desnutrición. Debates IESA. 2002; 8(2):67-70.
- Rivas, J.C., Machado-Allison, C.E. y L. Bulla. Política agrícola regional: una perspectiva novedosa. Debates IESA. 2003; 8(3):55-58.
- Machado-Allison, C.E. La inseguridad alimentaria. Debates IESA. 2008; 13(3):54-59.[4]
- Machado Allison, C.E. El rezago productivo de la agricultura venezolana. Debates IESA. 2009; 14(3):69-73.[5]
- Machado-Allison, C.E. Políticas públicas y desarrollo tecnológico agrícola en Venezuela. Boletín de la Academia de la Ingeniería y el Hábitat. 2009; 17:103-182.[6]
- Machado-Allison, C.E. La aventura tecnológica. Libro. Academia de Ciencias Físicas, Matemáticas y Naturales ed., Caracas. 2009.
- Machado-Allison, C.E. Principios de Evolución. Libro. Academia de Ciencias Físicas, Matemáticas y Naturales ed., Caracas. 2010.
- Machado-Allison, C.E. La crisis de la agricultura en Venezuela: tecnología y el fracaso de las políticas públicas (libro). Academia de Ciencias Físicas, Matemáticas y Naturales. Serie Divulgación Científica y Tecnológica, Caracas. 2011. ISBN 978-980-6195-16-5.[7]
- Machado-Allison, C.E. Derechos de propiedad y competitividad agroalimentaria en Venezuela (capítulo introductorio). En: Innovación y tecnología en la ganadería de doble propósito.  Luz  y Girarz eds., Maracaibo. 2011:1-12.[8]
- Machado-Allison, C.E., A.J., Rodríguez Diego y Yadira Rangel. Introducción a la Evolución (libro). Ediciones Academia de Ciencias Físicas, Matemáticas y Naturales, Caracas. 2012.[9]
- Machado-Allison, C.E. Reedición y continuación (Vol. III) de la novela La Casa de Altagracia. Cognitio Books & Apps, Miami. 2013.[2]
- Machado-Allison, C.E. Parima. Cognitio Books & Apps., ed., Miami. 2013.[2]
- Machado-Allison, C.E. ¿Qué quieres saber sobre el ambiente? (libro), en prensa. Academia de Ciencias Físicas, Matemáticas y Naturales. Caracas. 2014.